# DOG in THE Parallel World Orchestra
DOGinThe Parallel World Orchestra (Dog in the PWO)  (DOG in The パラレルワールドオーケストラ?) es una banda japonesa de visual rock.

## Biografía
Formada por 春 (Haru) (ex-オーダーメイド, 氷男) cuyo comienzo fue informado por Haru a través de un Boletín el año 2008, donde entrega información del blog oficial de la banda. Desde allí muy poca información había sobre la banda, excepto que consistía en tres integrantes más. La frase «Bienvenido al Nuevo Mundo!!!» junto con dos fechas de presentaciones en vivo fueron registradas en la primera entrada del blog. El día tres de Febrero actualizaron con el link de su nueva página oficial. En la página los cuatro miembros fueron anunciados con imágenes, información personal y el tipo de perro preferido refiriéndose al nombre de la banda.
JunJun tuvo una previa experiencia en la banda シンディケイト (Cindykate), proyecto solista y también participó en el proyecto solista de Haru, 氷男 (Koori Otoko). Los otros miembros son relativamente nuevos en la escena visual kei, sin embargo, han participado en diversas bandas indie. La banda actualmente no tiene baterista oficial pero se ha publicado información sobre su baterista de soporte 輝喜 (Teruki) de An Cafe

## Miembros
春 (Haru):Vocalista
Mide 1'59m
Nació el 16 de enero
Sangre:0+
Él compone las canciones del grupo
Haru prefiere los fanes en primavera, ya que son más alegres
Se le da bien la cocina y el dibujo
Practica Kendo 
Le gustan los colores primarios.
準々 (JunJun):Guitarra Solista 
Mide 1'72m
Nació el 20 de junio
Sangre A+
Ayuda a Haru a componer 'De vez en cuando'
Llama amigos a sus fans
Se llama a sí mismo Jani o BL
Es un guitarristta autodidacta desde los seis años
Cuando se siente mal se va a un hotel y pasa allí la noche.
Le gusta el fútbol.
ミズキ (Mizuki): Guitarra Rítmica/Solista
Mide 1'84m pero está muy delgado
Nació el 12 de enero
Sangre 0+
Es el miembro más joven 
Es zurdo
Imita muy bien (Especialmente a Haru, al cual no le hace mucha gracia)
Le gusta el Voleyball.
メイ (Mei):Bajo
Mide 1'71m
Nació el 13 de marzo
Sangre desconocida
Sus fans se llaman Kiss-ko
Le gusta que la gente de color vista de blanco
Casi siempre expone mucho su cuerpo
Le gustan mucho los Starbucks.
緩菜(Kanna): Batería
Mide 1'58m
Nació el 16 de marzo
Se unió oficialmente el 26 de junio de 2011
Era fan del grupo, y se presentó a las audiciones
También toca la guitarra
Le gustan los juegos de Azar

## Discografía
- 2009.06.26: 会場限定円盤 『－４９－』/通販限定円盤 『－４９－』
- 2009.06.26: HAZARD-P.W.O (Bonus Single; Venia con la pre-orden de 通販限定円盤 『－４９－』)
- 2009.07.15: 電脳花壇-狂犬病ver-
- 2009.07.29: Style Lover
- 2009.10.03: CALLNUMBER[119]
- 2009.11.11: ハルシオン飴缶
- 2009.11.11: メルトトルカカトル
- 2010.01.13: ドッグゼロスター
- 2010.04.21: ワンダー×ワンダー
- 2010.09.15: 青空睛レーション
- 2010.10.20: POCKET★ROCKET
- 2011.02.09: ONE